# Zale involuta
Zale involuta är en fjärilsart som beskrevs av Walker 1857. Zale involuta ingår i släktet Zale och familjen nattflyn. Inga underarter finns listade i Catalogue of Life.